# Gonyleptes horridus
Gonyleptes horridus is een hooiwagen uit de familie Gonyleptidae.